# Ontario Highway 101

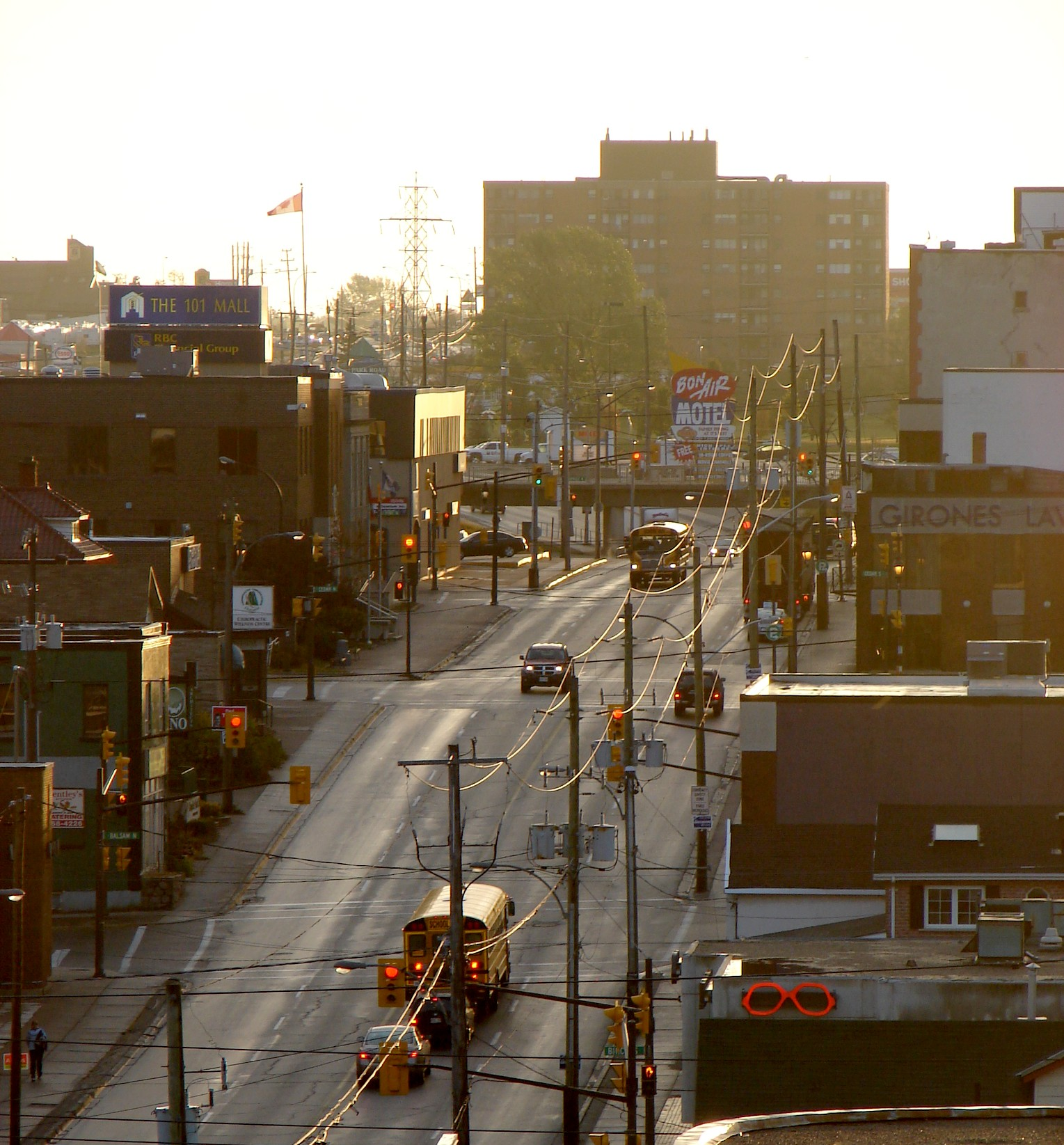
Algonquin Boulevard in der Innenstadt von Timmins

Der Highway 101 oder King’s Highway 101 ist eine Fernstraße, die sich vom Oberen See über Timmins bis zur Provinzgrenze von Québec durch den Norden der kanadischen Provinz Ontario zieht.

## Streckenverlauf
Der Highway beginnt am Highway 17 am Flughafen der Stadt Wawa am Nordufer des Oberen Sees. Er führt anfangs nach Norden an der Stadt Wawa vorbei und in nordöstlicher Richtung entlang dem Südostufer des Wawa Lake. Er durchquert auf seiner Strecke die ausgedehnten borealen Nadelwälder des Kanadischen Schildes. Nach 21,6 km zweigt der Highway 547 nach Norden zur Siedlung Hawk Junction ab. Die Straße führt nun in östlicher Richtung. Östlich des The Shoals Provincial Parks überquert sie die Laurentinische Wasserscheide. Später überquert sie die Grenze vom Algoma District zum Sudbury District. Kurz vor Chapleau trifft der Highway 129 von Süden kommend auf den Highway 101. Nach 7,6 km zweigt der Highway 129 zum nördlich gelegenen Chapleau ab. Der Highway 101 passiert den Flughafen von Chapleau und setzt seinen Kurs nach Osten Richtung Timmins fort. Bei Kilometer 232 passiert der Highway die Ortschaft Foleyet. Bei Kilometer 310 trifft der Highway 144 von Greater Sudbury kommend auf die Fernstraße. Diese erreicht nach weiteren 24 km die Stadt Timmins. Dort zweigt der Highway 655 nach Norden ab. Bei Matheson, bei Straßenkilometer 403, kreuzt der Highway 101 den Highway 11, welcher zum Straßensystem des Trans-Canada Highway gehört. Nach weiteren 50 km zweigt der Highway 672 nach Süden ab. Der Highway 101 endet an der Provinzgrenze zu Québec, 9,5 km südlich des Abitibisees. Die Route 388 bildet die östliche Fortsetzung des Highways.

## Geschichte
Seit dem Jahr 1944 existiert die Fernstraße unter der heutigen Bezeichnung. Sie verband ursprünglich Timmins mit dem Highway 11. In den 1950er und 1960er Jahren wurde die Straße nach Osten zur Provinzgrenze von Québec sowie nach Westen zum neu gebauten Highway 17 zum Oberen See verlängert.